# Anna Ovena Hoyer
Anna Ovena Hoyer (ur. 1584 w Koldenbüttel, zm. 27 listopada 1655 w Sittwick w Szwecji) – niemiecka poetka i pisarka epoki baroku, autorka wierszy o charakterze religijnym oraz pism polemicznych i dydaktycznych. Uznawana za szwenkfeldystkę i krytyczkę luteranizmu.

## Życiorys
Urodziła się jako jedyna córka bogatego astronoma Hansa Ovensa (1560–1584) i jego żony Wennecke Hunnens (1567–1587). Ojciec zmarł w tym samym roku, w którym przyszła na świat. W wieku 3 lat Anna straciła matkę. Zamieszkała wówczas ze stryjem Mevesem (1555–1630) i uczyła się astronomii, literatury oraz muzyki. Otrzymała dobre wykształcenie: oprócz nauki gry na różnych instrumentach opanowała łacinę, a być może także grekę i hebrajski. Poza wujem opiekę nad nią sprawował książę Szlezwiku-Holsztyna rezydujący w Gottorf.
15 kwietnia 1599 wyszła za mąż za wysokiego urzędnika Hermanna Hoyera i przyjęła nazwisko męża, choć, co było wyjątkowe w epoce, zachowała też nazwisko panieńskie. Wniosła do małżeństwa ogromny posag w wysokości 100 000 talarów lubijskich. W tym samym roku przeprowadziła się do rezydencji męża w Hoyerswroth niedaleko Tönning, a cztery lata później zamieszkała w zamku w Tönning. W trakcie 23 lat małżeństwa urodziła prawdopodobnie co najmniej dziewięcioro dzieci. Troje zmarło w dzieciństwie.
Za życia znana była w Niemczech jako autorka tekstów satyrycznych, kontrowersyjnych i dydaktycznych. Intensywnie badała pisma Marcina Lutra i Johanna Arndta. Z niechęci do nietolerancyjnych i ortodoksyjnych kazań kościelnych została zwolenniczką i protektorką ruchu anabaptystów. Przyjaźniła się z Nikolausem Tetingiem, ówczesnym przywódcą anabaptystów, którego później gościła w swoim dworze. Często krytykowała ortodoksję luterańską, która była rozpowszechniana przez większość otaczających ją pastorów. Bliższe było jej mistyczne i ascetyczne chrześcijaństwo wyznawane przez Kaspara Schwenkfelda, Johana Davida Jorisa, czy Valentina Weigela. Ze względu na poglądy uznawana była wówczas przez luterański kościół za heretyczkę. Jednak dzięki swej wysokiej pozycji nie doświadczyła nigdy prześladowań religijnych.
Po śmierci męża w 1622 dwór w Hoyersworth i jej dom w Husum stały się schronieniem dla ludzi prześladowanych religijnie, takich jak wygnany z Flensburga Nicolaus Teting. W tym okresie poświęciła się pracy pisarskiej. W 1628 wydała Gespräch eines Kindes mit seiner Mutter (pl. Rozmowa dziecka z matką) w formie fikcyjnego dialogu z synem. W 1632 długi zmusiły ją do sprzedaży rezydencji w Hoyersworth. Już wcześniej straciła domy w Husum. W 1634 wraz z dziećmi przeżyła powódź Burchardi na strychu zalanego zamku w Tönning. Jej wiersze o powodzi nie wyrażają współczucia dla ofiar, a raczej satysfakcję z tego, że ocaleli wybrańcy, a zginęli liczni przedstawiciele kościoła luterańskiego.
Między 1632 a 1642 (brakuje wiarygodnych źródeł) dzięki pośrednictwu księżnej Augusty wraz z pięciorgiem dzieci osiedliła się w Szwecji. Kuzyn jej zmarłego męża, Jacob Hoyer (1579–1642), uciekł przed wojną trzydziestoletnią do Szwecji w 1627 i został mianowany przez króla Gustawa II Adolfa przewodniczącym rady niemieckiej w Göteburgu. Jednak Anna Hoyer nie otrzymała od niego żadnego wsparcia, dlatego pierwsze lata w Szwecji spędziła wraz z dziećmi w biedzie. Prawdopodobnie w 1642 osiedliła się w niewielkim mieście Västervik. W 1648 wdowa po Gustawie II Adolfie, Maria Eleonora Hohenzollern, podarowała jej część swojego majątku, co umożliwiło jej godne życie. Niedługo potem osiedliła się w niewielkiej wsi Sittwick pod Sztokholmem, gdzie umarła.

## Prace

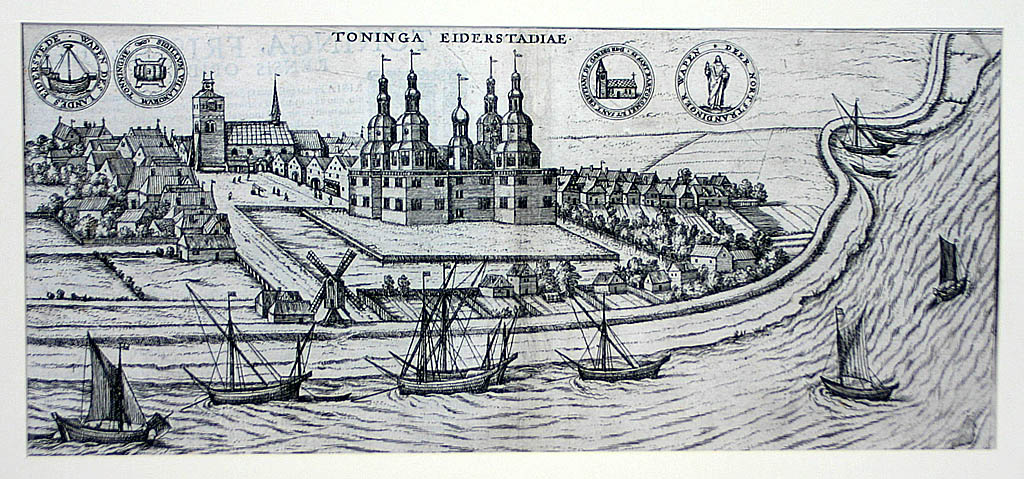
Zamek w Tönning, oficjalna rezydencja Anny Oven Hoyer, na rycinie z 1598

- Gespräch eines Kindes mit seiner Mutter, 1628
- De denische Dörp-Pape, 1630
- Das Buch Ruth, in Teutsche Reimen gestellet, Stockholm 1634 (dla królowej Marii Eleonory)[3]
- Ein Schreiben über Meer gesand an die Gemeine in Engeland, 1649 (wskutek egzekucji angielskiego króla Karola I)
- Annae Ovenae Hoijers Geistliche und Weltliche Poemata, Amsterdam 1650[3]

Niektóre z jej niedrukowanych wierszy są obecnie przechowywane w Sztokholmie.